# Őrbottyán
Őrbottyán là một làng thuộc hạt Pest, Hungary. Làng này có diện tích 27,37 km², dân số năm 2010 là 7229 người, mật độ 264 người/km².